# Westfalenstadion
Il Westfalenstadion (tedesco per stadio della Vestfalia), noto per motivi commerciali anche come Signal Iduna Park, è uno stadio calcistico di Dortmund, in Germania.
La struttura, che ospita le partite casalinghe del Borussia Dortmund, dispone di 81 365 posti (66 099 per le partite internazionali), che lo rendono lo stadio più capiente di Germania e il settimo stadio più capiente d'Europa. La Südtribüne, che conta 24 454 postazioni, è la più capiente d'Europa nel suo genere. La gradinata è soprannominata Die Gelbe Wand ("il muro giallo") per via della coreografia realizzata dai tifosi locali e della sua altezza considerevole, che creano un'atmosfera che ha pochi eguali nel calcio mondiale.
Nella stagione 2011-2012 l'impianto stabilì il record di affluenza media per uno stadio europeo, con circa 1,37 milioni di spettatori totali in 17 partite e una media di 80 588 spettatori a partita. Nel 2015 il Borussia Dortmund ha fatto registrare ben 55 000 abbonati. 
Il Times, nel 2009, lo ha classificato tra gli stadi più belli al mondo. Lo stadio dispone inoltre di un museo, dedicato alla storia della società ed inaugurato nel 2008.
Lo stadio ha ospitato alcune partite del campionato del mondo 1974 e del campionato del mondo 2006 e due finali di Coppa UEFA: la finale di andata dell'edizione 1992-1993 (in cui la Juventus sconfisse per 3-1 i padroni di casa del Borussia Dortmund) e la finale del 2000-2001, che vide il Liverpool vittorioso sull'Alavés al golden goal.
La UEFA lo inserisce nella categoria 4, consentendogli dunque di ospitare la finale di UEFA Champions League o UEFA Europa League.

## Storia

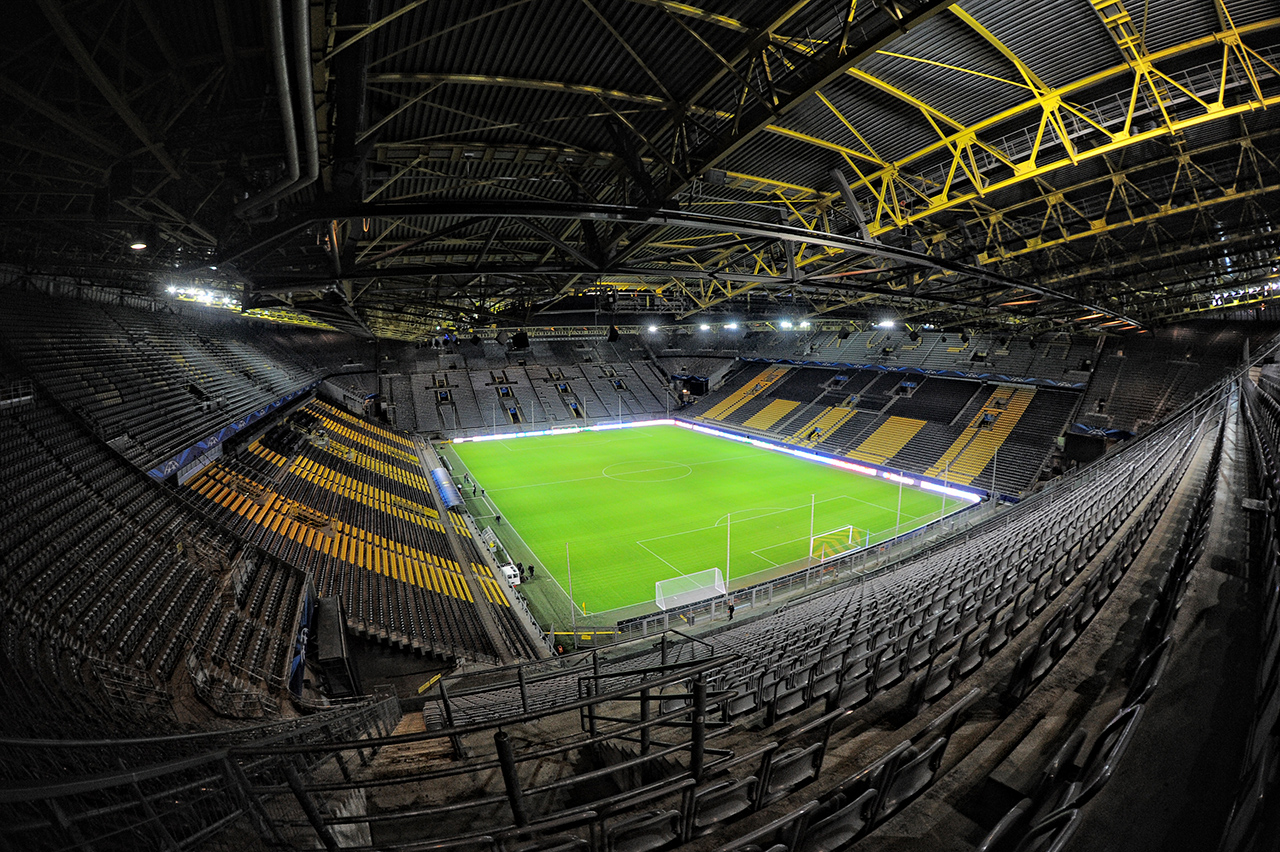
Vista interna dello stadio

I primi programmi per la costruzione dello stadio risalgono agli anni sessanta del XX secolo, vista l'esigenza di ampliare lo stadio Rote Erde ("stadio Terra rossa"), vecchio impianto del Borussia Dortmund. Dopo la vittoria della Coppa delle Coppe 1965-1966, primo alloro internazionale per una squadra tedesca, la squadra di Dortmund rappresentò all'amministrazione comunale la necessità di dotarsi di un impianto più capiente, ma il Comune non disponeva del denaro necessario a finanziare l'opera e le autorità regionali non si dimostrarono disposte ad assecondare le richieste.
Nel 1971 Dortmund fu indicata come sostituta di Colonia tra le città sedi delle partite del campionato del mondo 1974. In tal modo i fondi destinati all'ammodernamento dello stadio di Colonia furono dirottati a Dortmund, ma il budget fu limitato. L'iniziale piano per la costruzione di uno stadio ovale di 60 000 posti del costo di 60 milioni di marchi con pista d'atletica fu abbandonato in favore di un progetto per un più economico impianto di 54 000 posti. Il costo finale fu di 32,7 milioni di marchi, 1,6 dei quali furono utilizzati per la riqualificazione dello stadio Rote Erde. La città di Dortmund avrebbe dovuto contribuire con 6 milioni di marchi, poi ridotti a 800 000.
L'impianto venne inaugurato il 2 aprile 1974, quando il Borussia Dortmund, militante in 2. Fußball-Bundesliga dal 1972, affrontò i conterranei dello Schalke 04 in un incontro benefico e ne uscì sconfitto per 3-0. Il 7 aprile fu giocata la prima partita ufficiale nello stadio, un incontro di seconda serie tra Borussia Dortmund e Bayer Uerdingen finito a reti inviolate. La prima partita di Bundesliga giocata al Westfalenstadion risale al 2 aprile 1976, quando la sfida tra Bochum, che era temporaneamente di casa nello stadio di Dortmund durante i lavori di costruzione del Ruhrstadion, e Schalke 04 terminò 4-1 per quest'ultimo (il primo gol in Bundesliga nello stadio fu di Erwin Kremers). All'epoca il Borussia Dortmund militava nel girone nord della seconda serie tedesca.
Lo stadio rimase pressoché invariato fino agli inizi degli anni '90. Nel 1992 il dipartimento edile della città di Dortmund attuò la conversione in stadio dotato di soli posti a sedere, il che ridusse la capienza a 42 800 spettatori. Una profonda ristrutturazione, attuata in due fasi distinte, ebbe luogo dal 1995 al 1999: l'obiettivo era aumentare la capienza dell'impianto, sotto la guida dell'architetto Ulrich Drahtler, dello studio di architettura Gustav Schulze und Partner di Dortmund, e dell'ufficio ingegneristico Engels Ingenieure di Dortmund. Dopo l'espansione delle due tribune est e ovest, il Westfalenstadion raggiunse la capienza di 55 000 spettatori. Nella successiva fase di espansione furono ampliate anche le tribune nord e sud. Sulla tribuna nord fu costruito un altro settore, mentre quella sud fu realizzata come una tribuna tradizionale. Da allora la tribuna sud ha quasi sempre ospitato 25 000 spettatori (per l'esattezza 24 454), cifra che la rende la tribuna più capiente d'Europa. Dopo questi lavori lo stadio raggiunse la capienza di 68 600 posti, ridotta di circa 15 000 posti per i match internazionali. La prima fase dei lavori fu eseguita da Hochtief AG, la seconda dal gruppo di costruzione Osnabrück Köster AG.
La terza fase di espansione fu attuata dal 2002 al 2003. L'obiettivo era chiudere gli angoli dello stadio precedentemente aperti e quindi aumentare ulteriormente la capienza del Westfalenstadion. Gli architetti dello studio Schröder Schulte-Ladbeck lavorarono su un progetto strutturale di Engels Ingenieure GmbH, Berger & Berger. Dopo tale ulteriore espansione, la capienza salì a quasi 83 000 spettatori. L'esterno della tribuna nord fu dotato di copertura in vetro, mentre all'interno furono inserite aree di ristorazione. Una caratteristica strutturale dello stadio sono i piloni in acciaio giallo brillante, che si estendono all'esterno del tetto e sono visibili da molti punti della città.
Una successiva ristrutturazione, per preparare lo stadio al campionato del mondo 2006, avvenne nell'estate del 2005 ad opera degli architetti del gruppo progettistico Drahtler di Dortmund. Furono installati un sistema di accesso elettronico e gli spazi per i disabili e furono ammodernate le aree VIP, le cabine dei giocatori e le strutture sanitarie. A causa dei lavori di conversione sulle tribune, andarono persi 1 500 posti a sedere: la capienza totale scese a 81 264 spettatori.
Dopo la denuncia presentata da un uomo che ebbe timore per l'incolumità dei propri figli a causa dell'assembramento nella tribuna sud, il governo del distretto di Arnsberg si adoperò perché fossero creati ulteriori spazi aperti nell'area permanente della tribuna sud, per migliorare la sicurezza complessiva. Questa misura aveva lo scopo di mantenere chiare le vie di fuga, che in caso di emergenza avrebbero fornito al personale medico un rapido accesso alla scena dell'incidente o, se necessario, avrebbero consentito l'evacuazione rapida dell'intera tribuna. L'implementazione di tali provvedimenti ridusse la capienza dello stadio a 80 708 posti all'inizio della stagione Bundesliga 2006-2007. Nei match internazionali la capienza scende, per ulteriori ragioni di sicurezza, a 66 099 posti. Durante i lavori del 2005 fu rinvenuto un ordigno inesploso da 450 kg, risalente alla seconda guerra mondiale, situato a pochi metri dalla linea di centrocampo.
Tra la costruzione del 1974 e i quattro interventi di rinnovamento (1992, 1999, 2003 e 2006) il costo finale per i lavori relativi all'impianto è stimato intorno ai 200 milioni di euro.
Nel 2005 lo stadio fu acquistato dalla compagnia assicurativa Signal Iduna, che salvò il Borussia Dortmund dal fallimento in cambio dei diritti di denominazione dello stadio, che nel novembre 2005 assunse il nome commerciale di Signal Iduna Park. Al club è stato concesso il diritto di riscatto, da esercitarsi entro il 2021. I diritti di denominazione sono stati poi prolungati con Signal Iduna fino al 2031.
Nel 2011 fu installato un nuovo tabellone segnapunti. Nel 2012 l'impianto fu sottoposto a una ristrutturazione per un costo di dieci milioni di euro a carico del Borussia Dortmund. Il prato fu completamente ammodernato e nella zona meridionale del campo lo strato di base del manto erboso fu sostituito, con l'installazione di un nuovo sistema di riscaldamento. La tribuna sud fu consolidata con dei supporti aggiuntivi per prevenire forti vibrazionie la zona nord fu dotata di nuove strutture igienico-sanitarie, mentre nella tribuna est furono inseriti setti nuovi settori VIP dove un tempo vi era la tribuna stampa. Il manto comprendente l'area esterna del campo, le linee laterali e di porta, la pista riservata agli arbitri e l'area per il riscaldamento dei calciatori fu convertito in erba artificiale. Furono inoltre installate nuove videocamere di sorveglianza e i cartelloni pubblicitari situati ai lati del campo furono convertiti in pannelli LED.
Nel luglio 2015 fu annunciato che il Blocco 63 nel livello inferiore della tribuna nord sarebbe stato utilizzato come blocco permanente per la stagione 2015-2016. Il numero massimo di spettatori aumentò di 692, per un totale di 81 359 posti. Nella stagione 2016-2017 il numero massimo di spettatori che lo stadio può contenere salì a 81 360 e nel 2019-2020 a 81 365.
Nell'estate del 2019 furono effettuati alcuni lavori di ammodernamento. Nella stagione 2019-2020 è stato installato un tabellone digitale tecnologicamente avanzato e il sistema di illuminazione è stato convertito in fari LED.

## Collegamenti
Il Westfalenstadion può essere raggiunto con le linee della Dortmund Stadtbahn (metropolitana leggera di Dortmund), U42 (stazione Theodor-Fliedner-Heim), U45 (stazione Stadion), U46 (stazione Westfalenhallen e anche Westfalenstadion). La U45 e la U46 sono uniche in quanto servono la stazione speciale Westfalenstadion, che è aperta solo nei giorni delle partite. Inoltre la Deutsche Bahn serve la stazione di Dortmund estfalenstadion sia con treni regolari che con treni speciali nei giorni delle partite. La stazione può essere raggiunta utilizzando i treni regionali RB dalla stazione centrale di Dortmund, così come da altre città dell'area metropolitana quali Hagen, Iserlohn e Lüdenscheid. Alcuni sostenitori di solito scendono con la U42 e la S4 alla stazione di Möllerbrücke e si incamminano fino allo stadio attraverso il quartiere di Kreuzviertel attraverso Lindemannstraße o Arneckestraße.
Lo stadio può essere raggiunto dall'aeroporto di Dortmund prendendo il bus navetta per la stazione ferroviaria Holzwickede/Aeroporto di Dortmund, prendendo il treno RB59 in direzione della stazione centrale di Dortmund e scendendo poi al Westfalenstadion.
In auto lo stadio può essere raggiunto tramite la B 1 Ruhrschnellweg e la B 54. È possibile sfruttare il parcheggio dell'Università Tecnica di Dortmund, da cui i bus navetta portano i tifosi allo stadio.

## Incontri

### Campionato mondiale di calcio 1974

#### Prima fase a gironi
| Arbitro: | Gerhard Schulenburg |

|  |           |                        |
|  | Marcatori | 26’ Lorimer 33’ Jordan |

| 19 giugno 1974, ore 19:30 UTC+1 Gruppo 3 | Paesi Bassi      | 0 – 0 referto | Svezia | (53.700 spett.)\| Arbitro: \| Werner Winsemann \| |
| Arbitro:                                 | Werner Winsemann |               |        |                                                   |

| Arbitro: | Tony Boskovic |

|                 |           |                                                    |
| Krol 78’ (aut.) | Marcatori | 8’ (rig.), 45’ (rig.) Neeskens 71’ Rep 88’ de Jong |

#### Seconda fase a gironi
| Arbitro: | Kurt Tschenscher |

|                          |           |  |
| Neeskens 50’ Cruijff 65’ | Marcatori |  |

### Campionato mondiale di calcio 2006

#### Fase a gironi
| 10 giugno 2006, ore 18:00 UTC+2 Gruppo B | Trinidad e Tobago | 0 – 0 referto | Svezia | (62 959 spett.)\| Arbitro: \| Shamsul Maidin \| |
| Arbitro:                                 | Shamsul Maidin    |               |        |                                                 |

| Arbitro: | Medina Cantalejo |

|                |           |  |
| Neuville 90+1’ | Marcatori |  |

| Arbitro: | Carlos Amarilla |

|  |           |                       |
|  | Marcatori | 16’ Frei 88’ Barnetta |

| Arbitro: | Eric Poulat |

|            |           |                                             |
| Tamada 34’ | Marcatori | 45+1’, 81’ Ronaldo 53’ Juninho 59’ Gilberto |

#### Ottavi di finale
| Arbitro: | Ľuboš Micheľ |

|                                         |           |  |
| Ronaldo 5’ Adriano 45+1’ Zé Roberto 84’ | Marcatori |  |

#### Semifinali
| Arbitro: | Benito Archundia |

|  |           |                              |
|  | Marcatori | 119’ Grosso 120+1’ Del Piero |

### Finale della Coppa UEFA 2000-2001
| Arbitro: | Gilles Veissière |

|                                                                              |           |                                        |
| Babbel 3’ Gerrard 16’ McAllister 40’ (rig.) Fowler 72’ Geli 116’ (aut.) (gg) | Marcatori | 26’ Alonso 47’, 49’ Moreno 88’ Cruijff |

## Statistiche
- Nella stagione 2015-2016 il Borussia Dortmund ha migliorato il proprio record europeo per una sola stagione di campionato della stagione 2012-2013 (80 543 spettatori a partita) nelle sue 17 partite casalinghe.[14] Nonostante negli ultimi anni la capienza dello stadio sia stata leggermente ridotta, alle partite di Bundesliga del BVB hanno assistito 1 380 023 spettatori, portando il numero medio di spettatori a 81 178. Ciò corrispondeva ad un'occupazione dello stadio del 99,88%. Il BVB ha registrato ogni anno la media di presenze più alta in Bundesliga dalla stagione 1998-1999. Il record europeo è stato migliorato fino a raggiungere 1 948 880 spettatori, con quasi 100 000 spettatori in più rispetto al record precedente della stagione 2013-2014.[15]
- Nel marzo 2008 la partita tra i padroni di casa del Borussia Dortmund e il Carl Zeiss Jena ha stabilito, con 80 708 spettatori, il record di presenze per la Coppa di Germania.
- Il 6 agosto 2015 è stato stabilito il record di presenze per una partita  del turno preliminare di UEFA Europa League, in occasione di Borussia Dortmund-Wolfsberger, a cui hanno assistito 65 190 spettatori.
- La nazionale tedesca rimase imbattuta nell'impianto per dodici partite (di cui undici vinte), dal 1974 al 2006. La serie è stata inaugurata dalla vittoria per 5-0 contro l'Ungheria del 17 aprile 1974 e interrotta dalla sconfitta per 2-0 (dopo i tempi supplementari) del 4 luglio 2006 contro l'Italia nelle semifinali di Germania 2006.[8]
- Nell'edizione 2012-2013 della UEFA Champions League il Borussia Dortmund, finalista della competizione, non perse alcuna partita in casa.[8]